# Oxyopes ceylonicus
Oxyopes ceylonicus là một loài nhện trong họ Oxyopidae.
Loài này thuộc chi Oxyopes. Oxyopes ceylonicus được Ferdinand Karsch miêu tả năm 1891.